# Reiya Morishita
Reiya Morishita (森下 怜哉 Morishita Reiya?), född 1 november 1998 i Osaka prefektur, är en japansk fotbollsspelare.
Morishita började sin karriär 2016 i Cerezo Osaka. 2019 flyttade han till Tochigi SC.